# D. J. Hogg
Dennis “D. J.” Hogg Jr. (Columbus, Ohio, 3 de septiembre de 1996) es un baloncestista estadounidense que pertenece a la plantilla del Cairns Taipans de la NBL Australia. Con 2,06 metros de estatura, juega en la posición de alero. 

## Trayectoria deportiva

### Universidad
Jugó tres temporadas con los Aggies de la Universidad de Texas A&M, en las que promedió 9,3 puntos, 5,3 rebotes y 2,6 asistencias por partido. En su primera temporada fue incluido en el mejor quinteto freshman de la Southeastern Conference.
Al término de su temporada júnior, decidió renunciar a su último año universitario, presentándose al Draft de la NBA.

### Profesional
Tras no ser elegido en el Draft de la NBA de 2018, jugó las Ligas de Verano de la NBA con los New Orleans Pelicans, promediando 7,5 puntos y 1,0 asistencias en los cuatro partidos que disputó. En octubre firmó con los Philadelphia 76ers para jugar la pretemporada, pero dos días después fue despedido sin llegar a debutar. Diez días más tarde pasó a formar parte de su filial en la G League, los Delaware Blue Coats.
El 25 de septiembre de 2019, fue traspasado a los Wisconsin Herd.
El 11 de enero de 2021, fue elegido por los Lakeland Magic en el puesto N.º 8 del draft de la NBA G League.
El 19 de agosto de 2021, Hogg firmó con el Cholet Basket de la LNB Pro A francesa.
El 12 de julio de 2022 firmó con los Cairns Taipans de la NBL Australia para la temporada 2022-23.